# Akoda
Akoda é uma vila e uma nagar panchayat no distrito de Bhind, no estado indiano de Madhya Pradesh.

## Demografia
Segundo o censo de 2001, Akoda tinha uma população de 11 034 habitantes. Os indivíduos do sexo masculino constituem 55% da população e os do sexo feminino 45%. Akoda tem uma taxa de literacia de 56%, inferior à média nacional de 59,5%; com 66% para o sexo masculino e 34% para o sexo feminino. 18% da população está abaixo dos 6 anos de idade.